# Visperterminen
Visperterminen je obec v německy mluvící části švýcarského kantonu Valais, v okrese Visp. Žije zde přibližně 1 300 obyvatel.

## Geografie
Obec se rozkládá od údolí Vispertal v kopcích severozápadně od Vispu a údolí Nanz až po vrcholy Mattwald a Simelihorn. Skládá se z hlavní obce Visperterminen a vesnic Ober- a Unterstalden, Bitzinen, Niederhäusern, Parmili a Sattolti.

## Historie

Obec v roce 1910

Visperterminen byl poprvé doložen v 11. století jako Termenum. Ve středověku podléhal katedrální kapitule v Sionu a patřil k okrsku Visp. V roce 1256 byl založen kostel svatého Theodula jako filiální kostel farnosti Visp a v 16. století se vesnice Ob dem grossen Stein, Niederhäusern, Parmili a Ober- a Unterstalden spojily v jednu farnost. Ta se v roce 1715 stala samostatnou farností, oddělenou od Vispu. V letech 1656–1782 měl Visperterminen faru a od roku 1783 vikariát.
V roce 1255 byl jedním z nájemců tehdejších alpských obcí Rimella a Rotunda občan Visperterminenu jménem Johannes, který dal vzniknout walserské obci Rimella, nacházející se na území dnešního Piemontu.
V 19. století bylo Valais strukturálně slabé a vzdálené industrializaci v jiných částech země i Evropy mimo Švýcarsko. Ve Visperterminenu tak stejně jako v mnoha jiných vesnicích ve Valais panovala velká chudoba. V důsledku toho asi čtvrtina obyvatel vesnice v 50. letech 19. století emigrovala do Argentiny a založila tam vesnici San Jerónimo Norte. Někteří tamní obyvatelé dosud pěstují nářečí, kterým se mluví ve Visperterminenu.
Ještě kolem roku 1990 žili „Tärbiner“ (jak si obyvatelé Visperterminenu říkají) „od země k hřebeni“, přičemž dodržovali cyklus zemědělských prací, tj. podle ročního období cestovali mezi dnem údolí a vysokohorskými pastvinami. V zemědělské obci s loukami, poli a vinnou révou, stejně jako s Alpami v Nanztalu, se rodiny stěhovaly se svým dobytkem do osad v různých nadmořských výškách v závislosti na ročním období za prací a využitím statků, pouze zimu trávily většinou ve vesnici Visperterminen. S nadmořskou výškou až 1150 metrů jsou vinice v Heidě nejvýše položenou vinařskou oblastí v Evropě. Stopy tohoto kočovného života lze nalézt na mnoha místech. Krajina se vyznačuje množstvím cest a stezek a infrastruktura osad odráží tento způsob života. Dosud například v každé vesnici existuje kaple, tzv. driel (lis na hrozny) a palírna.

## Obyvatelstvo

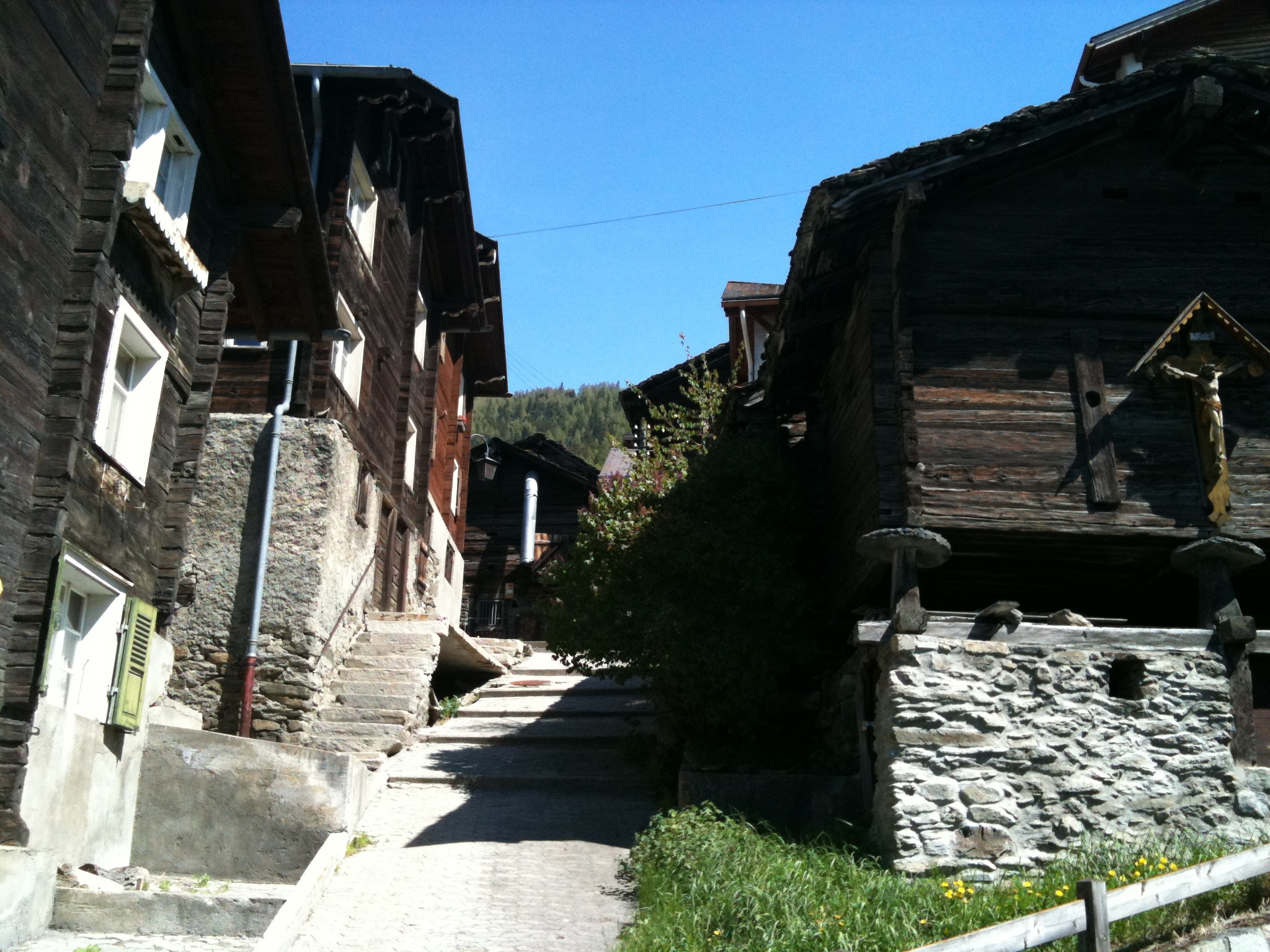
Tradiční architektura v obci

| Rok            | 1798 | 1850 | 1900 | 1950 | 2000 | 2010 | 2020 |
| Počet obyvatel | 450  | 511  | 630  | 968  | 1357 | 1373 | 1328 |

## Doprava
Obec leží mimo hlavní tahy, jediným spojením je místní silnice, vedoucí z města Visp, která ve Visperterminenu končí.
Nejbližší železniční stanice se nachází ve Vispu (Matterhorn Gotthard Bahn, bývalá BVZ Zermatt-Bahn, a SBB).

## Pamětihodnosti

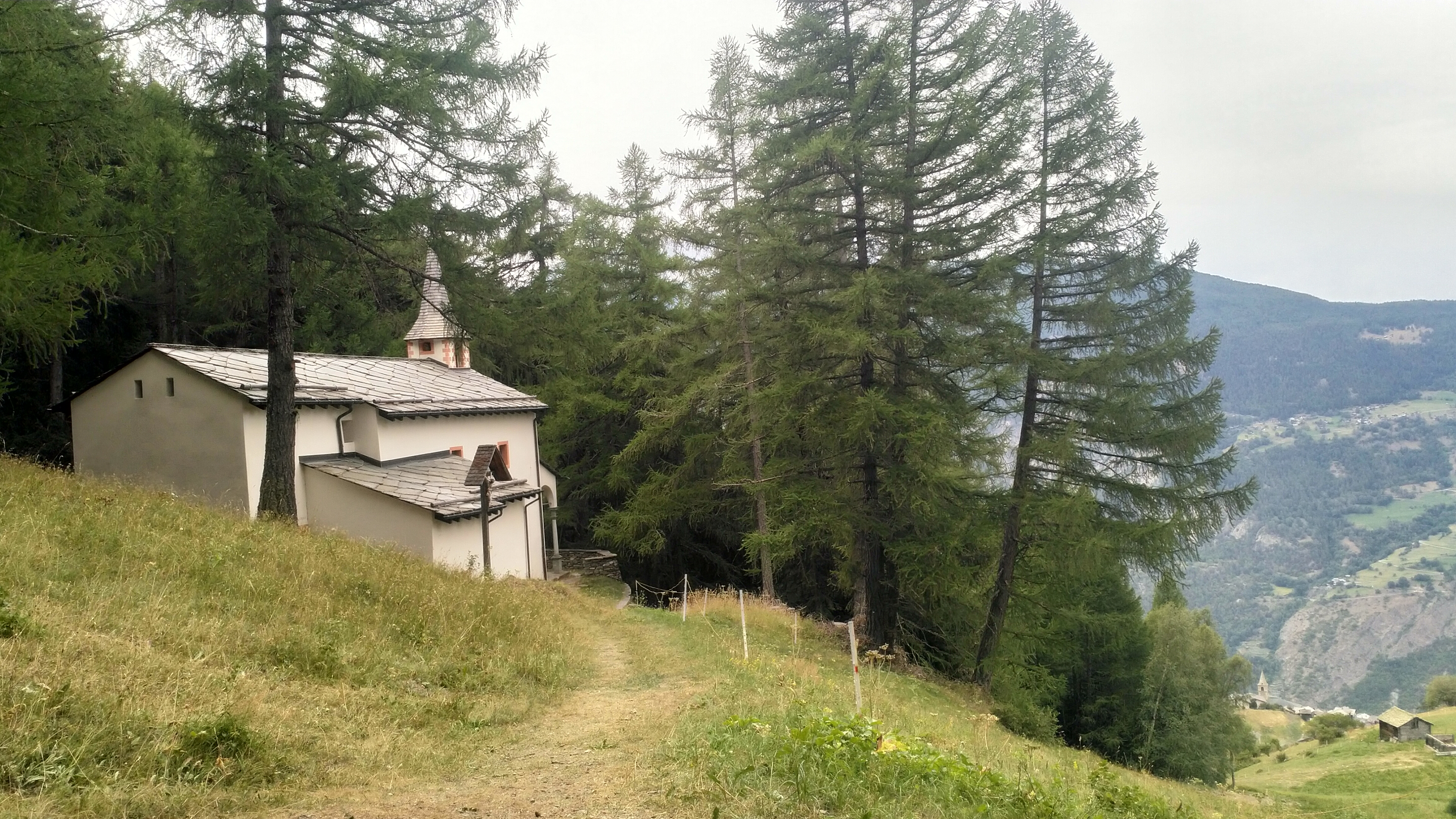
Lesní kaple Navštívení Panny Marie

Lesní kaple Navštívení Panny Marie, darovaná obci v roce 1652, s varhanami z roku 1619, je poutním místem a byla poškozena zemětřeseními v letech 1756 a 1855. Ke kapli vede cesta s deseti staničními kaplemi ze 17. století, která byla obnovena v roce 1965.
Visperterminen je známý především díky své nejvýše položené vinici severně od hlavního alpského hřebene. Archeologické nálezy dokazují, že se zde vinařstvím zabývali již Keltové. Řeky Matter Vispa a Saaser Vispa se v nedalekém Staldenu setkávají a vytvářejí řeku Vispu. Na jejích březích v nadmořské výšce 660 metrů roste první vinná réva známé vinice. Na krátkých terasách s vysokými suchými kamennými zídkami překonává vinice 500 výškových metrů ve velmi stísněném prostoru. Jižní expozice svahu v nejsušší oblasti Švýcarska a velké kamenné plochy zdí dělají z „Rieben“ tepelnou komoru až do pozdního podzimu. Z těchto vinic se mimo jiné vyrábějí následující vína: Dôle, Fendant, Johannisberg, Pinot noir a Riesling x Silvaner, ale také rarity jako Heida, Himbertscha, Mennas a Planscher.